# NGC 2248
NGC 2248 bezeichnet im NGC-Katalog neun scheinbar dicht beieinander liegende Sterne im Sternbild Gemini. Der Katalogeintrag geht auf eine Beobachtung des Astronomen Edward Joshua Cooper am 23. Dezember 1853 zurück.